# Schwarzach (torrente)
Lo Schwarzach è un fiume del Tirolo orientale (Austria). Nasce dall'omonima valle (che culmina nel Passo Stalle, il confine con l'Italia) a 2480 metri di quota per poi scorrere verso est fino alla confluenza con l'Arventalbach. Continua poi il suo corso attraverso la Defereggental e lambisce Sankt Jakob, Sankt Veit e Hopfgarten in Defereggen; infine, nei pressi di Huben, a 800 m s.l.m., sfocia nell'Isel dopo un percorso lungo 42,49 chilometri. Il fiume ha un bacino di 321,46 km2. L'idronimo è attestato già nel 1048 come "Swarzenbahc" in un diploma imperiale per la chiesa vescovile di Bressanone.

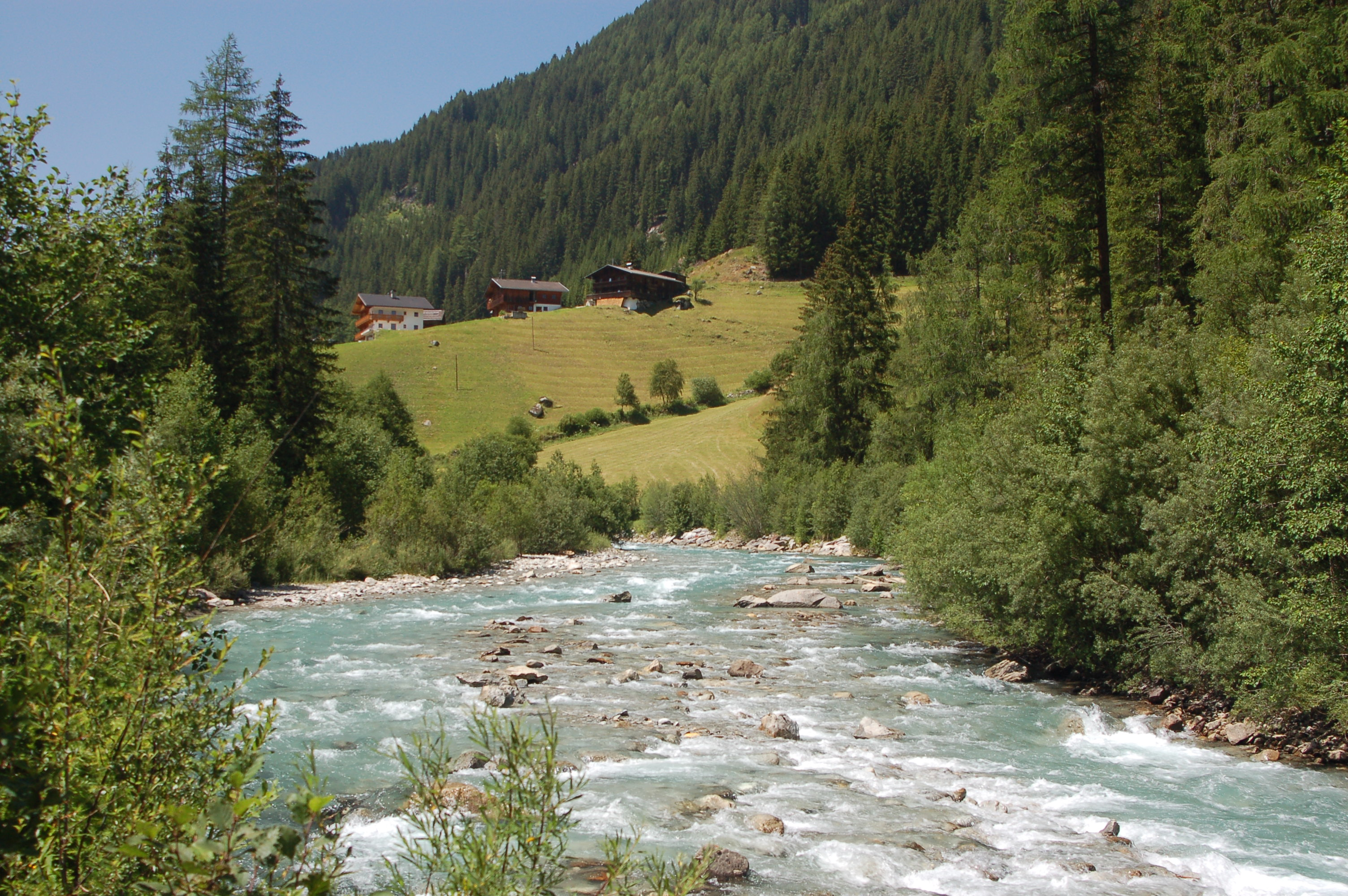
Lo Schwarzach presso St. Jakob

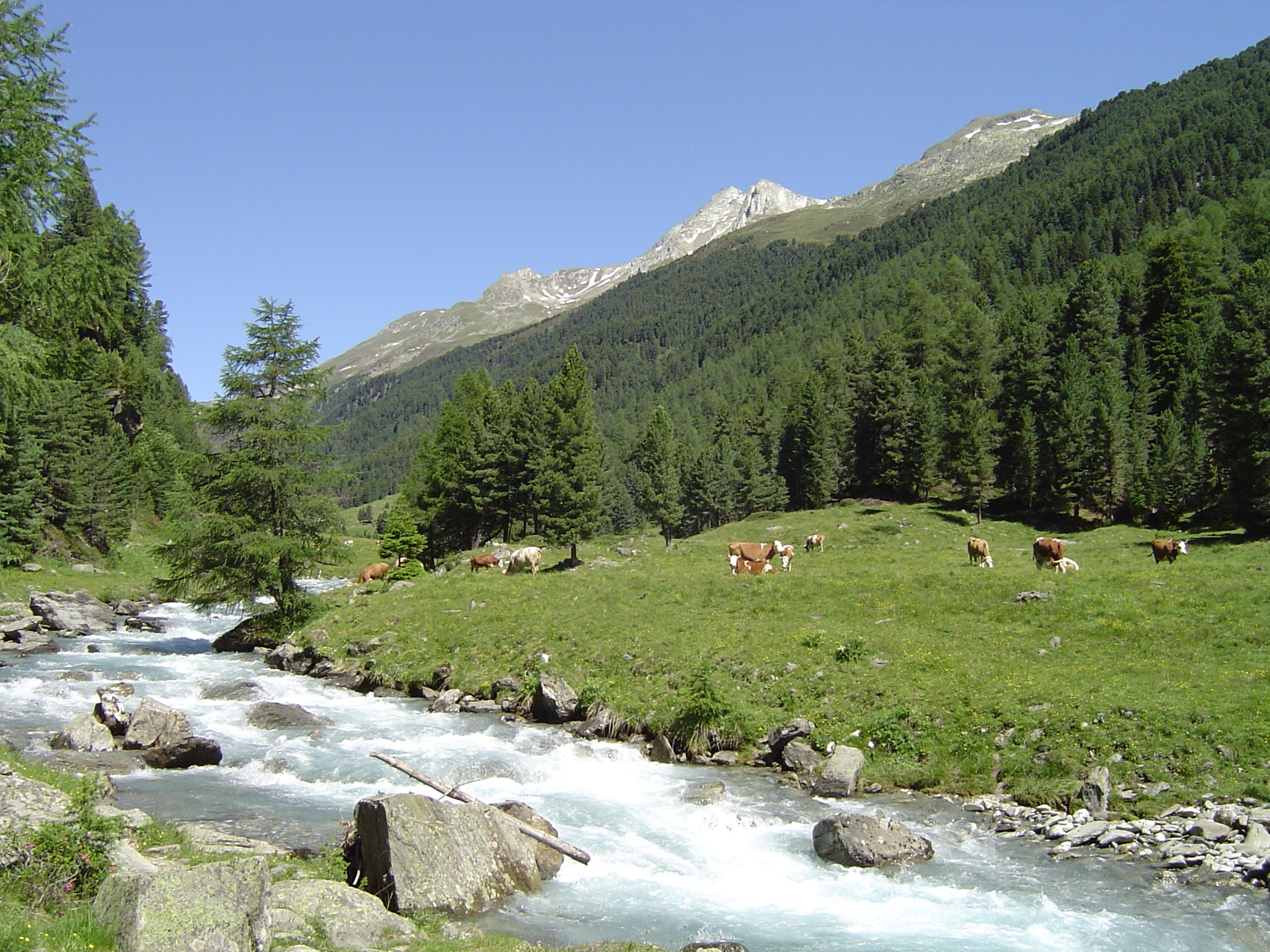
Schwarzach nell'alta Defereggental